# Yeşilçam Sokağı
Yeşilçam Sokağı is een straat in de wijk Beyoğlu in Istanboel, dicht bij het Taksimplein.
Voor 1980 waren hier verschillende filmmaatschappijen gevestigd. Daarom noemt men de Turkse filmindustrie kortweg Yeşilçam (sokağı betekent 'straat').